# Mont Miwa
Le mont Miwa (三輪山, Miwa-yama) ou mont Mimoro (三諸山, Mimoro-yama) est une colline culminant à 467 m d'altitude dans la ville de Sakurai dans la préfecture de Nara au Japon. C'est une montagne historiquement et religieusement importante au Japon, en particulier au cours de son histoire ancienne, et constitue un lieu saint du shintoïsme. Toute la montagne est considérée comme sacrée et abrite l'un des premiers sanctuaires shinto, l'Ōmiwa-jinja. Plusieurs tertres funéraires de la période Kofun sont dispersés tout autour de la montagne.
Le kami généralement associé au mont Miwa est Ōmononushi (大物主, Ōmono-nushi-no-kami), un kami du serpent, de la pluie (l'eau) et de la foudre[réf. souhaitée]. Le Nihon Shoki note cependant qu'il y avait une relative incertitude quand il s'est agi de nommer le principal kami du mont Miwa mais il désigne souvent Ōkuninushi.

## Toponymie
Le mont Miwa est décrit pour la première fois dans le Kojiki sous le nom mont Mimoro (三諸山). Les deux noms sont utilisés jusqu'au règne de l'empereur Yūryaku après quoi Miwa est préféré. On suppose que Mimoro signifiait quelque chose comme « août, beau » (mi) et « pièce » ou « salle » (moro corruption de muro). Les kanjis actuels 三 (mi) et 輪 (wa) sont purement phonétiques. Le nom est également écrit 三和, autre transcription phonétique avec la même prononciation.

## Histoire

### Ancienne religion
Le culte religieux au pied du Mont Miwa est considéré comme le plus ancien et le plus primitif de son genre au Japon, datant de la Préhistoire. La montagne elle-même est désignée sacro-sainte et l'actuel Ōmiwa-jinja la considère toujours comme son shintai, ou corps de kami. Le kami résidant sur le mont Miwa était jugé le plus puissant par le clan Fujiwara et en conséquence des palais et des routes ont été construits dans les environs.

### Documents pseudo-historiques

#### Période de la divinité de Miwa (Ōmononushi)
Le Nihon Shoki, livre V, (« Chronique de l'empereur Sujin, 10e empereur ») rapporte que lorsque le pays s'est trouvé paralysé par la peste et le chaos conséquent, l'empereur a consulté les dieux. Le dieu Ōmononushi (que certaines sources de la chronique identifient avec la divinité du mont Miwa) s'exprime par la bouche d'une princesse aînée de la maison impériale nommée Yamato-to-to-hi-momoso-hime (ja) (fille du 7e empereur Kōrei et tante de Sujin) et se révèle lui-même être la divinité résidant dans les limites de Yamato sur le mont Miwa et promet de mettre fin au chaos s'il est adoré de façon appropriée. L'empereur fait ses dévotions au dieu mais les effets ne sont pas immédiats. Plus tard, le même dieu lui apparaît en songe et lui demande de chercher un homme nommé Ōtataneko (太田田根子), qui serait le fils du dieu, et de l'installer comme prêtre en chef de son culte. Par la suite l'ordre est rétabli et les moissons sont abondantes.

#### Généalogie d'Ōtataneko et étymologie de Miwa
Le Nihon shoki rapporte qu'Ōtatanekoe, premier prêtre du sanctuaire, se déclare le fils né du dieu et d'Ikutama yori-hime (ou Ikudama-yori-bime). Dans le Kojiki cependant, Ōtataneko s'identifie comme l'arrière-petit-fils (Ōtataneko et Iku-tama-yori-bime qui engendra Kushi-mikata, qui engendra Iikatasumi, qui engendra Takemikazuchi qui engendra le prêtre Ōtataneko).
Le Kojiki raconte comment la conception divine d'Ikutama yori-hime a été connue. La belle jeune fille se révèle être enceinte et prétend qu'un beau jeune homme est venu la nuit. Ses parents, afin de découvrir l'identité de l'homme, lui donnent pour instruction de saupoudrer son chevet de terre rouge et d'enfiler une corde de chanvre (ou un écheveau) avec une aiguille au travers du bord de son vêtement. Au matin, le chanvre passe par l’œil du porte-crochet de sorte que ne restent que les « trois boucles » (miwa). Les parents suivent la traine du fil de chanvre jusqu'au sanctuaire dans la montagne et c'est ainsi qu'ils découvrent que la visite était divine.

#### Fille d'Ōmononushi de Miwa
Le Kojiki rapporte également une autre naissance divine d'une période antérieure (sous l'empereur Jinmu). Il raconte comment une jeune fille nommée Seya-Datara était accroupie dans les toilettes quand le dieu s'est transformé sous la forme d'une flèche peinte en rouge et l'a piquée dans ses parties intimes. Étonnée, elle ramasse la flèche et la pose sur le sol ; la flèche se transforme alors en beau jeune homme qui finit par l'épouser. La petite fille qui naît de leur union est appelée Hoto-tatara-i-susuki-hime (ou Hotota-tara-i-susugi-hime), hoto étant un mot ancien pour désigner les parties intimes d'une femme.

#### Consort de la divinité Miwa
Le livre V du Nihon Shoki ajoute l'étrange épisode suivant : la tante de Suijin, la Yamato-to-to-hi-momoso-hime précitée, est plus tard nommée consort ou épouse d'Ōmononushi (mont Miwa). Le kami cependant, ne lui apparaît qu'à la nuit et la princesse lui demande de révéler sa vraie forme. Le kami l'avertit de n'être pas choquée et décide d'apparaître à l'intérieur de sa boîte à peignes (kushi-bako (櫛箱)) ou trousse de toilette. Le lendemain, elle ouvre la boîte et découvre un magnifique serpent à l'intérieur. Elle pousse un cri de surprise de sorte que la divinité se transforme en une forme humaine, promet de réparer la honte qu'il lui a occasionnée et prend son envol pour le mont Mimoro (mont Miwa). La princesse est si désemparée qu'elle s'effondre sur le siège et se poignarde les parties intimes avec des baguettes et en meurt. Elle est supposée être enterrée dans l'un des six tumulus près du mont Miwa, le « tumulus Hashihaka » (littéralement « tombe-baguette »). La version Kojiki de ce mythe décrit une union entre une femme du clan Miwa et Ōmononushi qui a pour résultat la naissance d'un premier roi Yamato. Les historiens notent combien ceci est un effort évident pour renforcer l'autorité des Yamato en identifiant et en reliant leur lignée au culte établi au pied du mont Miwa.

#### Empereur Yūryaku
Dans le Nihon Shoki, livre XIV, au cours de la 7e année du règne de l'empereur Yūryaku (vers 463), il est écrit que l'empereur exprime le désir d'apercevoir la divinité du mont Mimoro (mont Miwa) et ordonne à un homme connu pour sa force brute, un certain Chiisakobe Sugaru (少子部蜾蠃), d'aller la capturer. Un scholie dans les codex écrit que l'identité du dieu de cette montagne serait Ōmononushi (大物主神) selon certaines sources et Uda-no-sumisaka (兔田墨坂神) selon d'autres. Sugaru gravit donc la montagne, capture la divinité et la présente à l'empereur. Mais Yūryaku a négligé de se purifier (par le jeûne religieux, etc.) de sorte que le grand serpent fait un bruit de tonnerre et ses yeux luisent intensément. Effrayé, l'empereur se retire dans son palais et fait libérer le serpent dans la colline à laquelle il donne un nouveau nom, Ikazuchi (lit. « Coup de foudre »),.

#### Emishi
Les documents rapportent que Kusanagi, l'épée du prince Yamato Takeru, est plus tard placée en sécurité au Atsuta-jingū et que Takeru offre également au même sanctuaire un certain nombre d'otages emishi (« barbares ») qu'il a soumis. La prêtresse estime toutefois qu'ils sont tapageurs et mal élevés aussi les remet-elle à la cour impériale. Celle-ci les installe d'abord autour de la région du mont Miwa mais ils abattent ses arbres ou creusent de grands trous et effrayent les villageois. Ils sont alors dispersés et installés dans cinq provinces et deviennent les ancêtres des clans Saeki (selon Nihongi livre VII, année 51 de l'empereur Keikō, vers 121),].
Beaucoup plus tard, au cours de la 10e année du règne de l'empereur Bidatsu (581, selon Nihon Shoki, livre XX,, les emishi harcèlent les régions frontalières. L'empereur convoque leur chef nommé Ayakasu et menace de mort les meneurs. Ayakasu et les autres pénètrent alors dans la Hatsuse-gawa (en amont de la Yamato-gawa (大和川), boivent son eau et face au mont Mimoro (mont Miwa), prêtent serment d'allégeance à leurs descendants à la cour de Yamato.

### Découvertes archéologiques

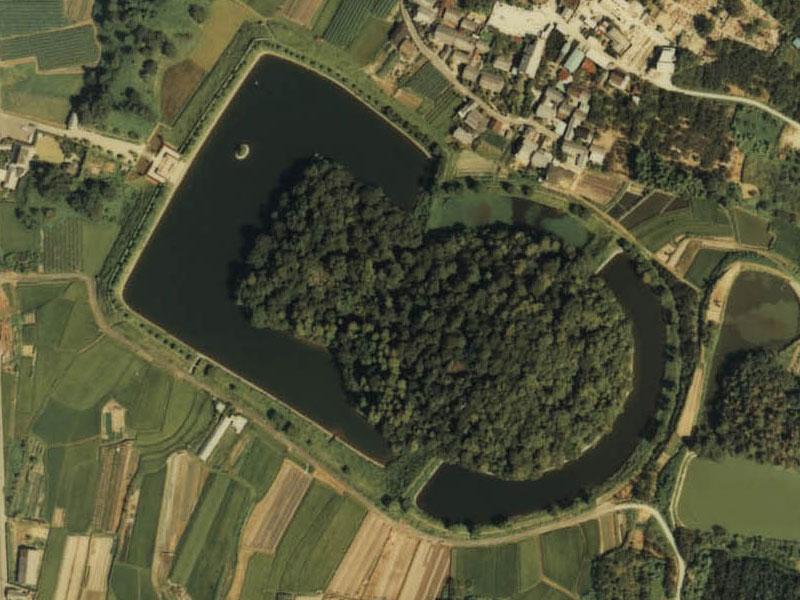
Le tumulus Andōyama

Les chefs de la période Yamato dirigeaient souvent depuis des palais proches des montagnes sacrées et construisaient des tumuli autour d'elles car c'étaient des sanctuaires importants aussi bien pour les habitants des environs que pour les rois Yamato.
Six tumuli ont été trouvés dans la zone Shiki au pied du mont Miwa. Ces monticules de terre ont été construits entre 250 AD à 350 AD et présentent tous la même forme en trou de serrure et les mêmes chambres en pierre trouvées dans des monticules plus anciens. Cependant, les tumuli trouvés au mont Miwa laissent soupçonner le début d'un État Yamato plus centralisé. Les six monticules sont exceptionnellement grands, deux fois plus grands que tous les monticules semblables trouvés en Corée, et contiennent d'énormes quantités de miroirs, d'armes, d'ornements, ainsi que des cercueils en bois et en bambou finement construits.
Par ordre de découverte ce sont :
| Nom                    | Japonais     | Longueur | Emplacement | Notes |
| ---------------------- | ------------ | -------- | ----------- | --- |
| Tumulus Hashihaka      | 箸墓古墳     | 280 m    | Sakurai     | Possible tombe de la princesse Yamato-totohi-momoso                                                          |
| Tumulus Nishitonozuka  | 西殿塚古墳   | 230 m    | Tenri       | Considéré par l'Agence impériale comme étant la tombe de la princesse Tashiraka, épouse de l'empereur Keitai |
| Tumulus Chausuyama     | 茶臼山古墳   | 207 m    | Sakurai     | |
| Tumulus Mesuriyama     | メスリ山古墳 | 240 m    | Sakurai     | |
| Tumulus Andōyama       | 行燈山古墳   | 242 m    | Tenri       | Parfois appelé tombe de l'empereur Sujin                                                                     |
| Tumulus Shibutani-mukō | 渋谷向山古墳 | 310 m    | Tenri       | Parfois appelé tombe de l'empereur Keikō                                                                     |

Des objets religieux et des céramiques ont également été trouvés sur et autour de la colline.